# Пирён (водопад)

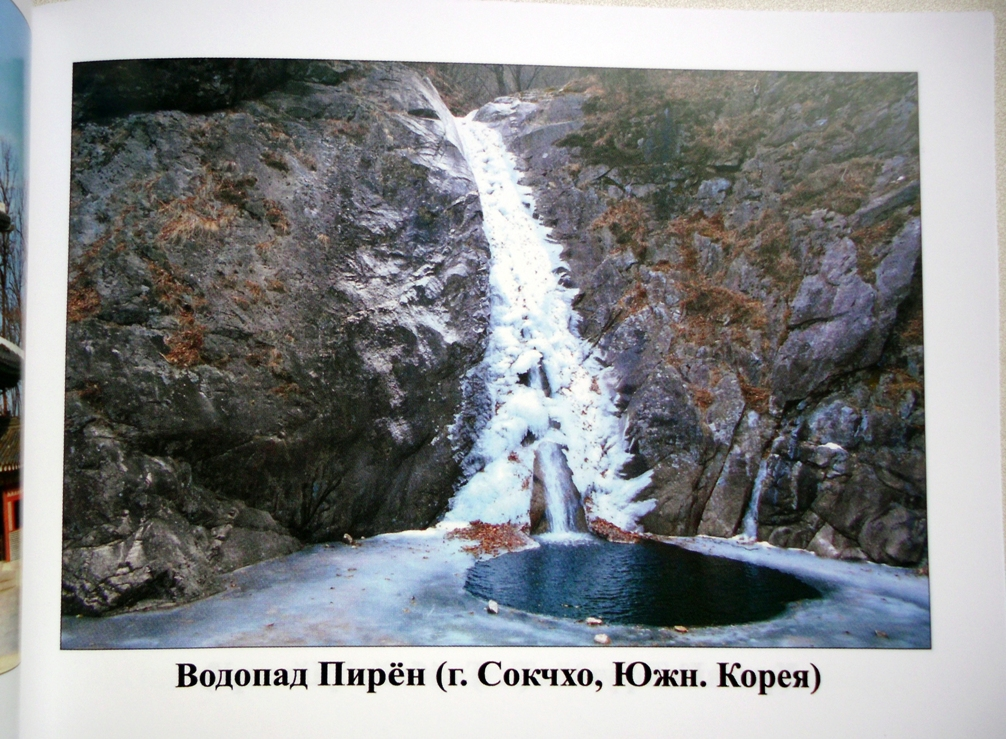
Зима, фото 22. 12. 2018 г.

Пирён (кор. 비룡폭포) — водопад в Южной Корее. Находится на территории Национального парка Сораксан в уезде Янъян провинции Канвондо.

## Общие сведения
Водопад Пирён находится посередине между водопадами Юкдам (кор. 육담폭포) и Тховансон (кор. 토왕성폭포).
Пирён создан притоками реки Ссангчхон, которая берёт начало в природном парке Сораксан и впадает в Восточное море.
Высота потока воды составляет 16 м, уклон 44°, высота водопада — 370 м над уровнем моря.
Пирён является наиболее распространенным типом водопада, его высота и уклон постепенно снижаются из-за воздействия эрозии.
В зимнее время водопад замерзает, покрываясь коркой льда, являя собой великолепное зрелище.

## История возникновения названия
Падающая вода похожа на дракона, поднимающегося к небу, поэтому водопаду дали название Пирён, что в переводе означает летающий дракон.
Существует легенда. Давным-давно обитатели деревни страдали от ужасной засухи; они обнаружили, что дракон остановил падающий поток воды.
Тогда местные жители принесли в жертву служанку, после чего дракон исчез в небе, позволив потоку течь.